# 1805
1805 (MDCCCV) byl rok, který dle gregoriánského kalendáře započal úterým.

## Události

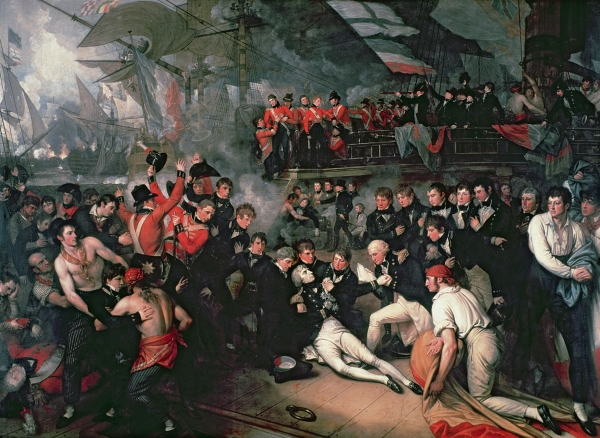
Smrt admirála Nelsona na palubě lodi HMS Victory během bitvy u Trafalgaru (21. října 1805)

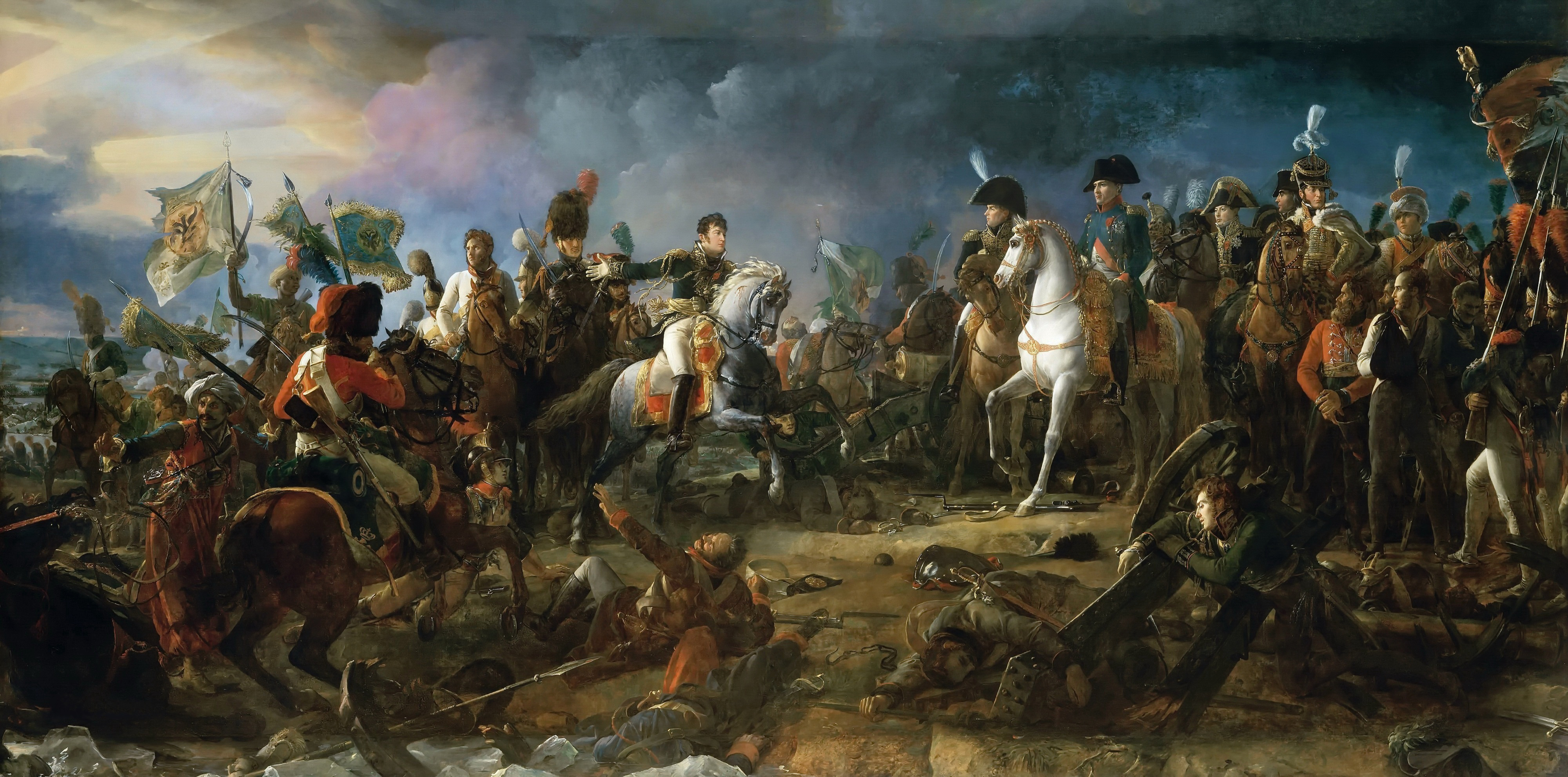
Bitva u Slavkova: generál Rapp přivádí před Napoleona zajatého knížete Repnina (2. prosince 1805)

- 4. června – Zanikla Ligurská republika.
- 14. října – Francouzská armáda porazila rakouskou v bitvě u Elchingenu.
- 15.–20. října – Francouzská armáda zvítězila nad rakouskou v bitvě u Ulmu.
- 21. říjen – V bitvě u Trafalgaru zvítězilo Britské královské námořnictvo pod vedením Horatia Nelsona nad španělsko-francouzským válečným loďstvem.
- 2. listopadu – Osmanský sultán Selim III. jmenoval egyptským místokrálem Muhammada Alího Pašu, zakladatele vládnoucí dynastie.
- 13. listopadu – Francouzská armáda obsadila Vídeň.
- 16. listopadu – Francouzská a ruská armáda se střetly v bitvě u Schöngrabernu
- 28. listopadu – Francouzská armáda se střetla s armádou ruskou a rakouskou v bitvě u Vyškova.
- 2. prosinec – V bitvě u Slavkova porazila francouzská armáda pod vedením Napoleona Bonaparta armádu ruskou a rakouskou.
- 3.–5. prosince – Rakouská armáda zvítězila nad bavorskou v bitvě u Štoků.
- 26. prosinec – Zástupci Rakouska a Francie podepsali v Bratislavě Prešpurský mír, kterým Rakousko ukončilo účast v napoleonských válkách, vzdalo se italských a německých území a zaplatilo Francii odškodnění. Tím byla ukončena Válka třetí koalice.
- Z Italské republiky bylo vytvořeno Italské království.
- Pražské domy byly označeny novými popisnými čísly, která jsou dodnes platná.[1]

### Probíhající události
- 1803–1815 – Napoleonské války
- 1804–1813 – Rusko-perská válka
- 1804–1813 – První srbské povstání

## Vědy a umění
- 20. listopadu – Premiéra jediné Beethovenovy opery Fidelio ve Vídni
- Otevřeno páté divadlo v českých zemích v Opavě.
- Německý matematik a kartograf z Lipska Carl Brandan Mollweide navrhl tzv. Mollweidovo zobrazení pro znázornění povrchu Země.
- Kontradmirál britského námořnictva sir Francis Beaufort vytvořil Beaufortovu stupnici k odhadu rychlosti větru.
- Britský vědec Peter Roget vytvořil Tezaurus anglických slov a frází známý jako Rogetův tezaurus.
- Řezník Johan Georg Lahner zavedl výrobu párků ve Vídni, odkud se jejich obliba přenesla i do českých zemí.

## Narození

### Česko

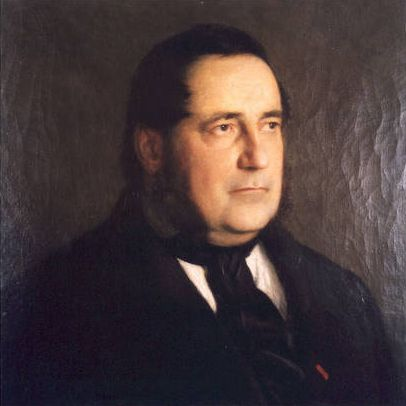
Adalbert Stifter (* 23. října)

- 14. března – Eduard Clam-Gallas, generál († 17. března 1891)
- 21. dubna – Karel Balling, chemik a rektor Pražské polytechniky († 17. března 1868)
- 23. dubna – Vojtěch Lanna, průmyslník a stavitel († 15. ledna 1866)
- 24. května – Jan Nepomuk Eiselt, lékař († 7. ledna 1868)
- 5. června – Jan Pravoslav Koubek, pedagog, básník a politik († 28. prosince 1854)
- 28. června – František Cyril Kampelík, lékař, národní buditel, spisovatel († 8. června 1872)
- 11. listopadu – František Labler, regenschori a hudební skladatel († 15. září 1851)
- 10. prosince – Josef Škoda, lékař dermatolog a vysokoškolský profesor († 13. června 1881)

### Svět

Hans Christian Andersen (* 2. dubna)

- 15. ledna – Louise-Angélique Bertinová, francouzská hudební skladatelka a básnířka († 26. dubna 1877)
- 27. ledna
  - Maria Anna Bavorská, saská královna († 13. září 1877)
  - Žofie Frederika Bavorská, rakouská princezna († 28. května 1872)
- 7. února – Louis Auguste Blanqui, francouzský socialista a revolucionář († 1. ledna 1881)
- 10. února – Kuriakose Elias Chavara, indický katolický kněz († 3. ledna 1871)
- 13. února – Johann Peter Gustav Lejeune Dirichlet, německý matematik († 5. května 1859)
- 3. března – Jonas Furrer, první prezident Švýcarské konfederace († 25. července 1861)
- 29. března – Eugène Schneider, francouzský průmyslník († 27. listopadu 1875)
- 30. března – Ferdinand Johann Wiedemann, německo-švédský lingvista († 29. prosince 1887)
- 2. dubna – Hans Christian Andersen, dánský spisovatel († 4. srpna 1875)
- 20. dubna – Franz Xaver Winterhalter, německý malíř († 8. července 1873)
- 22. dubna – Roger Gougenot des Mousseaux, francouzský spisovatel († 5. listopadu 1876)
- 29. dubna – Auguste Barbier, francouzský básník († 13. února 1882)
- 16. května – Alexander Burnes, britský cestovatel († 2. listopadu 1841)
- 20. května – Georg Gottfried Gervinus, německý historik († 18. března 1871)
- 5. července – Robert FitzRoy, britský mořeplavec, meteorolog a politik († 30. dubna 1865)
- 22. července – Rudolf von Feistmantel, rakouský lesník a entomolog († 7. února 1871)
- 26. července – Claude Félix Abel Niépce de Saint-Victor, francouzský vynálezce v oboru fotografie († 7. dubna 1870)
- 13. června – Benild, salesiánský řeholník, katolický světec († 13. srpna 1862)
- 21. června – Charles Thomas Jackson, objevitel éterové anesteze († 1880)
- 22. června – Giuseppe Mazzini, italský filozof († 10. března 1872)
- 9. července – József Szén, maďarský šachový mistr († 13. ledna 1857)
- 29. července – Alexis de Tocqueville, francouzský myslitel († 16. dubna 1859)
- 4. srpna – William Rowan Hamilton, irský matematik, fyzik a astronom († 2. září 1865)
- 23. srpna – Anton von Schmerling, rakouský politik a právník († 23. května 1893)
- 30. srpna – Michael Sars, norský mořský biolog, profesor zoologie a teolog († 22. října 1869)
- 15. září – Charles Didier, švýcarský básník a spisovatel († 7. března 1864)
- 27. září – George Müller, zakladatel sítě sirotčinců v Anglii († 10. března 1898)
- 23. října – Adalbert Stifter, rakouský spisovatel († 28. ledna 1868)
- 14. listopadu – Fanny Mendelssohnová, německá klavíristka a hudební skladatelka († 14. května 1847)
- 19. listopadu – Ferdinand de Lesseps, francouzský diplomat († 7. prosince 1894)
- 20. listopadu – Cvi Hirš Chajes, haličský talmudista († 12. října 1855)
- 30. listopadu – Christian Ruben, rakouský malíř († 8. července 1875)
- 15. prosince – František Xaver Sandmann, malíř a grafik († 1. ledna 1856)
- 23. prosince – Joseph Smith ml., zakladatel mormonské církve († 27. června 1844)
- 25. prosince – Marija Nikolajevna Volkonská, manželka děkabristy S. G. Volkonského († 10. srpna 1863)
- 31. prosince – Marie d'Agoult, francouzská spisovatelka († 5. března 1876)
- ? – Stanisław Hernisz, polský bojovník za svobodu a spisovatel († 20. dubna 1866)
- ? – Luigi Sacchi, italský fotograf († 1861)
- ? – Lucien Vidie, francouzský vynálezce († 1866)

## Úmrtí

### Česko
- 23. ledna – Václav Pichl, skladatel (* 25. září 1741)
- 8. února – Kristián Filip Clam-Gallas, šlechtic a mecenáš (* 29. dubna 1748)
- 17. května – Vilém Mundy, podnikatel (* 1751)
- 9. června – František Josef Kinský, šlechtic a rakouský vojenský velitel (* 6. prosince 1739)
- 26. července – Jan Antonín Sedláček, chrámový skladatel (* 11. května 1728)
- 1. prosince – František Ondřej Poupě, pivovarský podnikatel (* 26. listopadu 1753)
- 30. listopadu – Josef Anton Laske, houslař (* 18. března 1738)
- 25. prosince – Ignác Schröffel z Mannsberku ekonom a císařský úředník (* 1731)

### Svět

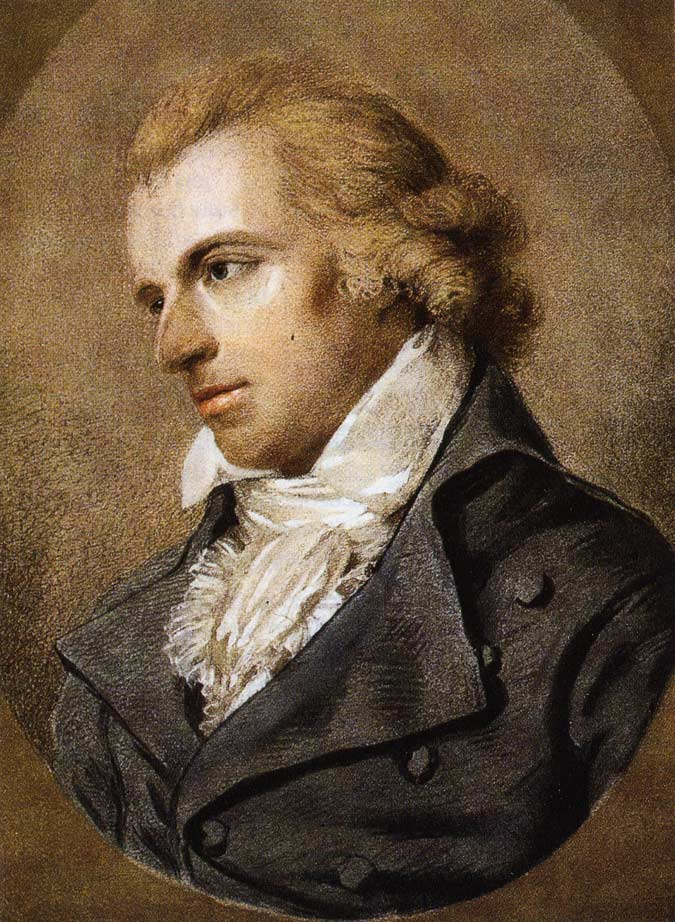
Friedrich Schiller († 9. května)

- 25. února – Frederika Luisa Hesensko-Darmstadtská, pruská královna (* 16. října 1751)
- 18. března – Johann Jacob Ebert, německý matematik a novinář (* 20. října 1737)
- 9. března – Pieter Boddaert mladší, nizozemský básník a spisovatel (* říjen 1766)
- 24. března – Alois I. z Lichtenštejna, lichtenštejnský kníže (* 14. května 1759)
- 7. května – William Petty, britský státník (* 2. května 1737)
- 9. května – Friedrich Schiller, německý spisovatel (* 10. listopadu 1759)
- 25. května – William Paley, anglický filozof (* 14. července 1743)
- 28. května – Luigi Boccherini, italský skladatel a violoncellista (* 19. února 1743)
- 10. července – Thomas Wedgwood, anglický průkopník fotografie (* 14. května 1771)
- 25. srpna – William Henry, vévoda z Gloucesteru a Edinburghu, britský princ (* 25. listopadu 1743)
- 31. srpna – Joseph Dall' Abaco, italský skladatel (* 27. března 1710)
- 3. září – Johann Martin Abele, německý publicista a historik (* 31. března 1753)
- 5. října – Charles Cornwallis, první markýz Cornwallis, britský generál a správce kolonií (* 31. prosince 1738)
- 16. října – Mihrişah Sultan, manželka osmanského sultána Mustafy III. a matka sultána Selima III. (* 1745)
- 21. října – Horatio Nelson, britský admirál (* 29. září 1758)
- 30. listopadu – Christian Hermann Benda, německý herec a operní pěvec (* 7. srpna 1759)
- 6. prosince – Nicolas-Jacques Conté, francouzský vynálezce (* 4. srpna 1755)
- 7. prosince – Frederik Dánský, dánský princ (* 11. října 1753)
- 23. prosince – Francis Masson, skotský botanik (* 1741)
- 24. prosince – Albertine-Elisabeth Pater, holandská špionka a krátce milenka Ludvíka XV. (* 30. října 1742)
- ? – Andrew Planche, anglický klenotník a hrnčíř (* 11. března 1727)
- ? – Şebsefa Kadınefendi, osmá manželka osmanského sultána Abdulhamida I. (* 1766)

## Hlavy států
- Francie – Napoleon Bonaparte (1799–1814)
- Osmanská říše – Selim III. (1789–1807)
- Prusko – Fridrich Vilém III. (1797–1840)
- Rakouské císařství – František I. (1792–1835)
- Rusko – Alexandr I. (1801–1825)
- Spojené království – Jiří III. (1760–1820)
- Španělsko – Karel IV. (1788–1808)
- Švédsko – Gustav IV. Adolf (1792–1809)
- USA – Thomas Jefferson (1801–1809)
- Papež – Pius VII. (1800–1823)
- Japonsko – Kókaku (1780–1817)